# Dalvin Tomlinson
Dalvin Tomlinson (McDonough, Georgia, 28 de febrero de 1994) es un jugador profesional estadounidense de fútbol americano que se desempeña en la posición de defensive tackle en Cleveland Browns, equipo de la National Football League (NFL).

## Carrera
Fue seleccionado en la segunda ronda en la Reunión Anual de Selección de Jugadores de la NFL de 2017. Hizo su debut profesional con el equipo New York Giants, en el cual jugó cuatro temporadas (2017-2021), después pasó a Minnesota Vikings (2021-2023), luego a Cleveland Browns, donde lleva jugando una temporada.